# Dicranocephalus aroonanus
Dicranocephalus aroonanus är en insektsart som beskrevs av Brailovsky, Barrera, Göllner och Gerasimos Cassis 2001. Dicranocephalus aroonanus ingår i släktet Dicranocephalus och familjen Stenocephalidae. Inga underarter finns listade i Catalogue of Life.